# 카디마
카디마(히브리어: הַלִכּוּד)는 이스라엘의 주요 정당 중 하나로 중도주의, 자유주의 정당이다. 카디마는 히브리어로 "전진"을 뜻한다.
카디마는 거의 아리엘 샤론 총리의 가자 지구 해방 정책을 돕기 위해 2005년 11월 24일에 창당되었고, 얼마 지나지 않아 비슷한 생각을 공유하는 이스라엘 노동당과 뜻을 함께 했다. 카디마의 당수, 에후드 올메르트는 샤론의 정책을 따랐다. 그리고 2006년 총선거에서 120석 중 29석을 얻어 크네셋의 제1당이 되었다, 그리고 연립 정부를 이끌었다.
비록 카디마는 치피 리브니 당수의 지도 아래 2009년 총선에서 최대 의석을 얻었을지라도, 카디마는 리쿠드의 연립 정부가 구성된 이후 처음으로 야당이 되었다. 치피 리브니는 2012년 전당대회에서 더욱 보수적인 샤울 모파즈에게 패배하였다. 치피 리브니가 패배함에 따라, 카디마의 진보적인 느낌도 많이 사라지게 되었고, 이는 새로운 정당, 하트누아를 창당하게 만들었다.
2013년 총선에서 카디마는 120석 중 2석만을 얻어, 가까스로 크네셋에 입성하여 군소 정당으로 전락하였다. 2015년 총선에서는 아예 한 석 조차도 얻지 못했다.